# كريستين فيلوز
كريستين فيلوز هي مغنية وعازفة بيانو وكاتبة غنائية كندية، ولدت في 1968 في وندسور في كندا.

## وصلات خارجية
- كريستين فيلوز على موقع ميوزك برينز (الإنجليزية)
- كريستين فيلوز على موقع أول ميوزيك (الإنجليزية)
- كريستين فيلوز على موقع ديسكوغز (الإنجليزية)